# Jérôme Gay
Jérôme Gay (* 9. Februar 1975 in Cluses) ist ein ehemaliger französischer Skispringer.

## Werdegang
Bei den Olympischen Winterspielen 1992 in Albertville war er mit 16 Jahren der jüngste Teilnehmer im französischen Team und erreichte auf der Normalschanze den 43. und auf der Großschanze den 54. Platz. Im Teamspringen wurde er gemeinsam mit Didier Mollard, Nicolas Jean-Prost und Steve Delaup den 10. Platz.
Sein erstes Weltcup-Springen bestritt Gay am 5. Dezember 1992 im schwedischen Falun und verpasste dabei mit Platz 36 die Punkteränge nur knapp. Den ersten Weltcup-Punkte gewann er durch einen 30. Platz beim Weltcup-Springen am 3. Januar 1993 in Innsbruck. Nachdem er seine Leistungen weiter steigern konnte, wurde er für die Nordischen Skiweltmeisterschaften 1993 in Falun nominiert und erreichte dort auf der Normalschanze den 42. und auf der Großschanze den 39. Platz. Mit der Mannschaft wurde er beim Teamspringen von der Großschanze Vierter.
Bei der Skiflug-Weltmeisterschaft 1994 in Planica erreichte Gay den 36. Platz. In der Weltcup-Saison 1994/95 erreichte er mit Platz 13 auf der Normalschanze in Lahti seine bis dahin beste Platzierung. Zur Nordischen Skiweltmeisterschaft 1995 in Thunder Bay reichte es für Gay auf der Normalschanze für den 7. Platz. Auf der Großschanze sprang er auf den 21. Platz. Im Teamspringen wurde er gemeinsam mit Nicolas Jean-Prost, Nicolas Dessum und Lucas Chevalier-Girod am Ende Vierter. Zwei Jahre später konnte Gay auf der Groß- und der Normalschanze bei der Nordischen Skiweltmeisterschaft 1997 in Trondheim in die Top 30 springen. Ein Medaillengewinn blieb jedoch erneut aus.
1998 wurde er erneut für die Olympischen Winterspiele in Nagano nominiert und erreichte dort nach Platz 37 auf der Normalschanze den 21. Platz auf der Großschanze.
Am 28. November 1999 gelang ihm mit dem 5. Platz beim Weltcup-Springen in Kuopio die beste Einzelplatzierung seiner Karriere. In den folgenden Weltcups verpasste er jedoch weitere Platzierungen in den Punkterängen. Nach dem 44. Platz bei der Skiflug-Weltmeisterschaft 2000 in Vikersund beendete Gay seine aktive Skisprungkarriere.
Seit 2016 ist Gay als Sprungrichter im Skisprung-Weltcup tätig. Im Skisprung-Continental-Cup und Skisprung-Intercontinental-Cup wirkt er außerdem als technischer Delegierter.

### Weltcup-Platzierungen
| Saison  | Platz | Punkte |
| ------- | ----- | ------ |
| 1996/97 | 32.   | 151    |
| 1999/00 | 48.   | 045    |